# Mannes Guzmán
Blahoslavený Mannes Guzmán byl bratr svatého Dominika a syn blahoslavené Jany z Azy.

## Život
Narodil se kolem roku 1170 v kastilské Calerueze a stejně jako jeho dva bratři (Dominik a Mannes měli ještě třetího bratra, Antonína) se stal knězem.
Spolu se svatým Dominikem bojoval proti bludům albigenským a vstoupil do Řádu bratří kazatelů.

## Smrt a beatifikace
Zemřel cca roku 1235 v Calerueze a u jeho hrobu docházelo k mnoha zázrakům. Papež Řehoř XVI. ho blahořečil 2. června 1834.